# Hrvatski teniski savez
Hrvatski teniski savez (međunarodni naziv: Croatian tennis association) je krovna hrvatska teniska organizacija sa sjedištem u Zagrebu.
Osnovan je 22. srpnja 1922. u Zagrebu. Od 24. travnja 1992. član je Europske teniske federacije (TE-a) i Međunarodne teniske federacije (ITF-a). 
U okviru saveza kao posebna organizacijska cjelina djeluje Sekcija Tenis na pijesku.
Trenutni predsjednik je Zdravko Marić, bivši ministar financija Republike Hrvatske.  

## Grand Slamovi, Završni turnir i Olimpijske igre

### Pobjednici
nakon ZT '24.

#### Pojedinačno
| \| \| Tenisač \| AO \| RG \| W \| UO \| ΣGS \| ATP ZT WTA \| OI \| Σ \| \| ------ \| ---------------- \| -- \| -- \| - \| -- \| --- \| ---------- \| -- \| - \| \| M \| Marin Čilić \| — \| — \| — \| 1 \| 1 \| — \| — \| 1 \| \| M \| Goran Ivanišević \| — \| — \| 1 \| — \| 1 \| 1 [N 1] \| — \| 2 \| \| Ž \| Iva Majoli \| — \| 1 \| — \| — \| 1 \| — \| — \| 1 \| \| Ukupno \| Ukupno \| 0 \| 1 \| 1 \| 1 \| 3 \| 1 \| 0 \| 4 \| | Ostali najbolji rezultati (nakon ZT '24.): AO: finale Marin Čilić, polufinale Mirjana Lučić-Baroni RG: finale Željko Franulović i Nikola Pilić W: polufinale Mirjana Lučić-Baroni, Donna Vekić UO: četvrtfinale Ana Konjuh, Donna Vekić ZT (ATP/WTA): četvrtfinale Iva Majoli, polufinale Goran Ivanišević OI: polufinale Goran Ivanišević, finale Donna Vekić |    |    |   |    |     |            |    |   |
| | Tenisač | AO | RG | W | UO | ΣGS | ATP ZT WTA | OI | Σ |
| M | Marin Čilić | —  | —  | — | 1  | 1   | —          | —  | 1 |
| M | Goran Ivanišević | —  | —  | 1 | —  | 1   | 1          | —  | 2 |
| Ž | Iva Majoli | —  | 1  | — | —  | 1   | —          | —  | 1 |
| Ukupno | Ukupno | 0  | 1  | 1 | 1  | 3   | 1          | 0  | 4 |

#### Parovi
* naslovi, od ukupnog broja, koje su osvojili parovi u kojima su oba člana pobjedničkog para bili Hrvati označeni su sa (*).
| \| Tenisač \| Tenisač \| AO \| AO \| RG \| RG \| W \| W \| UO \| UO \| ΣGS \| ATP ZT WTA \| OI \| OI \| Σ \| \| \| \| m\\|ž \| mix \| m\\|ž \| mix \| m\\|ž \| mix \| m\\|ž \| mix \| ΣGS \| ATP ZT WTA \| m\\|ž \| mix \| Σ \| \| -------- \| -------------------- \| ---- \| --- \| ---- \| --- \| ------ \| ------ \| ---- \| --- \| ------- \| ---------- \| ---- \| --- \| ------- \| \| M \| Ivan Dodig \| 1 \| 1 \| 2 \| 2 \| — \| 1 \| — \| — \| 7 \| — \| — \| — \| 7 \| \| Ž \| Mirjana Lučić-Baroni \| 1 \| — \| — \| — \| — \| — \| — \| — \| 1 \| — \| — \| — \| 1 \| \| M \| Nikola Mektić \| — \| 1 \| — \| — \| 1 (1*) \| — \| — \| — \| 2 \| 1 \| 1 \| — \| 4 \| \| M \| Dragutin Mitić \| — \| — \| — \| 1 \| — \| — \| — \| — \| 1 \| — \| — \| — \| 1 \| \| M \| Mate Pavić \| 1 \| 1 \| 1 \| — \| 1 (1*) \| 1 \| 1 \| 1 \| 7 \| — \| 1 \| — \| 8 \| \| M \| Nikola Pilić \| — \| — \| — \| — \| — \| — \| 1 \| — \| 1 \| — \| — \| — \| 1 \| \| Ukupno * \| Ukupno * \| 6 \| 6 \| 6 \| 6 \| 3 (1*) \| 3 (1*) \| 3 \| 3 \| 18 (1*) \| 1 \| 1* \| 1* \| 20 (2*) \| Orlando Sirola je rođen u Rijeci i osvojio je RG u parovima za Italiju 1959. Javier Frana, čiji roditelji su Hrvati iz okolice Trogira, osvojio je RG u mix parovima za Argentinu 1996. | Ostali najbolji rezultati (nakon ZT '24.): AO: Žmix 1.kolo RG: četvrtfinale Darija Jurak, Petra Martić, Žmix četvrtfinale Darija Jurak W: četvrtfinale Mirjana Lučić-Baroni, Žmix finale Mirjana Lučić UO: četvrtfinale Jelena Kostanić-Tošić, Žmix 1.kolo ZT (ATP/WTA): grupna faza Darija Jurak OI: žene (??), mix 2. kolo |      |     |      |     |        |        |      |     |         |            |      |     |         |
| Tenisač | Tenisač | AO   | AO  | RG   | RG  | W      | W      | UO   | UO  | ΣGS     | ATP ZT WTA | OI   | OI  | Σ       |
| | | m\|ž | mix | m\|ž | mix | m\|ž   | mix    | m\|ž | mix | ΣGS     | ATP ZT WTA | m\|ž | mix | Σ       |
| M | Ivan Dodig | 1    | 1   | 2    | 2   | —      | 1      | —    | —   | 7       | —          | —    | —   | 7       |
| Ž | Mirjana Lučić-Baroni | 1    | —   | —    | —   | —      | —      | —    | —   | 1       | —          | —    | —   | 1       |
| M | Nikola Mektić | —    | 1   | —    | —   | 1 (1*) | —      | —    | —   | 2       | 1          | 1    | —   | 4       |
| M | Dragutin Mitić | —    | —   | —    | 1   | —      | —      | —    | —   | 1       | —          | —    | —   | 1       |
| M | Mate Pavić | 1    | 1   | 1    | —   | 1 (1*) | 1      | 1    | 1   | 7       | —          | 1    | —   | 8       |
| M | Nikola Pilić | —    | —   | —    | —   | —      | —      | 1    | —   | 1       | —          | —    | —   | 1       |
| Ukupno * | Ukupno * | 6    | 6   | 6    | 6   | 3 (1*) | 3 (1*) | 3    | 3   | 18 (1*) | 1          | 1*   | 1*  | 20 (2*) |

### Finalisti Grand Slama i Završnog turnira
nakon ZT '24.
finali na sva 4 GS-a u konkurenciji (pojedinačno, par, mix par)
finali na ZT-u u obje konkurencije (pojedinačno, par)
finali na sva 4 GS-a: kombinacija konkurencija
| #  |
| -- |
| 1  |
| 2  |
| 3  |
| 4  |
| 5  |
| 6  |
| 7  |
| 8  |
| 9  |
| 10 |
| 11 |
| 12 |

| M/Ž | Finalist             | GS  | GS | GS | GS | ZT  |
| M/Ž | Finalist             | ΣGS | S  | D  | X  | ZT  |
| --- | -------------------- | --- | -- | -- | -- | --- |
| M   | Marin Čilić          | 3   | 3  | —  | —  | —   |
| M   | Ivan Dodig           | 11  | —  | 5  | 6  | 1   |
| M   | Željko Franulović    | 1   | 1  | —  | —  | —   |
| M   | Goran Ivanišević     | 6   | 4  | 2  | —  | 2 * |
| M   | Boro Jovanović       | 1   | —  | 1  | —  | —   |
| M   | Franjo Kukuljević    | 1   | —  | —  | 1  | —   |
| Ž   | Mirjana Lučić-Baroni | 2   | —  | 1  | 1  | —   |
| Ž   | Iva Majoli           | 1   | 1  | —  | —  | —   |
| M   | Nikola Mektić        | 5   | —  | 3  | 2  | 2   |
| M   | Dragutin Mitić       | 1   | —  | —  | 1  | —   |
| M   | Mate Pavić           | 13  | —  | 8  | 5  | 2   |
| M   | Nikola Pilić         | 3   | 1  | 2  | —  | —   |

* Grand Slam kup

### Sudionici Završnog turnira
nakon 2018.
WTA Elite Trophy nije uključen
* WTC-ov završni turnir (WTC Finals)
** ITF-ov završni turnir (Grand Slam kup)

#### Pojedinačno (7)
Muškarci (6)
Marin Čilić, Željko Franulović, Goran Ivanišević, Ivan Ljubičić, Nikola Pilić *, Goran Prpić **
Žene (1)
Iva Majoli

#### Parovi (6)
Muškarci (5)
Ivan Dodig, Željko Franulović, Nikola Mektić, Mate Pavić, Nikola Pilić *
Žene (1)
Darija Jurak

## Popis igrača u TOP 10
kraj 2017.
najbolje rangirani igrač
svjetski broj 1

### Pojedinačno (10)
ATP (9)
Mario Ančić, Marin Čilić, Željko Franulović, Goran Ivanišević, Boro Jovanović, Ivan Ljubičić, Dragutin Mitić, Nikola Pilić, Franjo Punčec
WTA (1)
Iva Majoli

### Parovi (4)
ATP (3)
Ivan Dodig, Nikola Mektić, Mate Pavić
WTA (1)
Darija Jurak

## Popis igrača s osvojenim turnirima
nakon 2024.
Vidi: detaljna statistika
ATP Challenger i WTA 125K, kao ni ITF turniri se ne računaju
| Tenisač | Tenisač           | barem 15 titula ukupno ██ najviše od svih hrvatskih M/Ž tenisača | barem 15 titula ukupno ██ najviše od svih hrvatskih M/Ž tenisača | barem 15 titula ukupno ██ najviše od svih hrvatskih M/Ž tenisača | barem 15 titula ukupno ██ najviše od svih hrvatskih M/Ž tenisača |
|         |                   | ΣS,D,X                                                           | S                                                                | D                                                                | X                                                                |
| ------- | ----------------- | ---------------------------------------------------------------- | ---------------------------------------------------------------- | ---------------------------------------------------------------- | ---------------------------------------------------------------- |
| M       | Marin Čilić       | 21                                                               | 21                                                               | 0                                                                | 0                                                                |
| M       | Ivan Dodig        | 29                                                               | 1                                                                | 24                                                               | 4                                                                |
| M       | Željko Franulović | 30                                                               | 23                                                               | 7                                                                | 0                                                                |
| M       | Goran Ivanišević  | 31                                                               | 22                                                               | 9                                                                | 0                                                                |
| M       | Nikola Mektić     | 32                                                               | 0                                                                | 31                                                               | 1                                                                |
| M       | Mate Pavić        | 43                                                               | 0                                                                | 40                                                               | 3                                                                |
| M       | Nikola Pilić      | 15                                                               | 9                                                                | 6                                                                | 0                                                                |

naslovi na betonu ili tepihu, travi i zemlji

### ATP
Pojedinačno (17)
 Mario Ančić, Marin Čilić, Borna Ćorić, Ivan Dodig, Željko Franulović, Goran Ivanišević, Ivo Karlović, Franjo Kukuljević, Ladislav Legenstein, Ivan Ljubičić, Dragutin Mitić, Marko Ostoja, Josip Palada, Nikola Pilić, Goran Prpić, Franjo Punčec, Franjo Šefer
Parovi (20)
Mario Ančić, Ivan Dodig, Marin Draganja, Željko Franulović, Saša Hiršzon, Goran Ivanišević, Ivo Karlović, Franjo Kukuljević, Ladislav Legenstein, Nikola Mektić, Dragutin Mitić, Josip Palada, Mate Pavić, Nikola Pilić, Goran Prpić, Franjo Punčec, Ivan Sabanov, Matej Sabanov, Franjo Šefer, Franko Škugor

#### Masters
| # |
| - |
| 1 |
| 2 |
| 3 |
| 4 |
| 5 |
| 6 |
| 7 |
| 8 |

| Tenisač          | Titule | Titule | Titule | Finala |
| Tenisač          | ΣS,D   | S      | D      | Finala |
| ---------------- | ------ | ------ | ------ | ------ |
| Marin Čilić      | 1      | 1      | —      | 1      |
| Borna Ćorić      | 1      | 1      | —      | 2      |
| Ivan Dodig       | 6      | —      | 6      | 13     |
| Goran Ivanišević | 3      | 2      | 1      | 8      |
| Ivan Ljubičić    | 1      | 1      | —      | 4      |
| Nikola Mektić    | 10     | —      | 10     | 12     |
| Mate Pavić       | 6      | —      | 6      | 11     |
| Franko Škugor    | 1      | —      | 1      | 1      |

### WTA
italic - igračice hrvatskog porijekla
Pojedinačno (7+3)
Marina Eraković, Sabrina Goleš, Viktorija Golubić, Ana Konjuh, Mirjana Lučić-Baroni, Iva Majoli, Petra Martić, Bernarda Pera, Silvija Talaja, Donna Vekić
Parovi (6+1)
Marina Eraković, Sabrina Goleš, Darija Jurak, Jelena Kostanić-Tošić, Mirjana Lučić-Baroni, Iva Majoli, Silvija Talaja

#### Masters
Masters (WTA 1000) / Premier Mandatory + Premier 5 / WTA Tier I
| # |
| - |
| 1 |
| 2 |
| 3 |

| Tenisačica           | Titule | Titule | Titule | Finala |
| Tenisačica           | ΣS,D   | S      | D      | Finala |
| -------------------- | ------ | ------ | ------ | ------ |
| Darija Jurak         | 1      | —      | 1      | 2      |
| Mirjana Lučić-Baroni | 1      | —      | 1      | 1      |
| Iva Majoli           | 3      | 3      | —      | 4      |

## Teniski rekordi u vlasništvu hrvatskih tenisača
05 Sij 2019.

Grand Slam
- jedini osvajač Grand Slama s pozivnicom: 2001. Wimbledon Goran Ivanišević
- najviši osvajač Grand Slama: 198 cm Marin Čilić (kao i Juan Martín del Potro)
- najmlađa igračica koja je osvojila Australian Open (pojedinačno, parovi): 15 godina 10 mjeseci i 21 dan Mirjana Lučić-Baroni
- najdulja 13. igra u singlu: 38 poena Goran Ivanišević 1993. na US Openu (rekord dijeli s Borgom i Tsongom)
- najviše game-ova igrano na turniru: 317 Goran Ivanišević na Wimbledonu 2001.[5]
- najviše aseva u meču: Australian Open: 75 Ivo Karlović; US Open: 61 Ivo Karlović;[6] Roland Garros: 55 Ivo Karlović
- najduži set na AO: 44 game-a Ivo Karlović 2017.
- najviše odigranih tiebreakova na GS-u: 11 Goran Ivanišević na Wimbledonu 1998. i Wimbledonu 2007.[7]
- najviše pobjedničkih tiebreakova na GS-u: 8 Goran Ivanišević na Wimbledonu 1998. (rekord dijeli s W. Arthurs, N. Đoković)[7]

Servis
- najviše aseva u karijeri: 13 000+ Ivo Karlović
- najviše aseva po susretu u karijeri: 19.44 Ivo Karlović[4]
- najviše aseva na travi: 2 500+ Ivo Karlović
- najviše aseva na betonu: 8 000+ Ivo Karlović
- najviše aseva na tepihu: 3 382 Goran Ivanišević
- najviše aseva u sezoni: 1 477 Goran Ivanišević 1996., 1 418 Ivo Karlović 2015.[8]
- najviše aseva u 3 seta: 45 Ivo Karlović[9]
- najviše aseva u setu do 13 game-ova: 27 Ivo Karlović
- najviše mečeva s 50 ili više aseva: 6 Ivo Karlović
- najviše mečeva s 40 ili više aseva (ne računajući Davisov kup): 12 Ivo Karlović[9]
- najviše mečeva s 30 ili više aseva: 35 Goran Ivanišević
- najviše aseva u meču na zemlji: 78, 55, 47 Ivo Karlović[10]
- najviše aseva u meču na hardu: 75 Ivo Karlović
- najviše aseva u meču Davis cupa: 78 Ivo Karlović
- prvi i jedini tenisač koji je na sva četiri Grand Slam turnira (i u DC-u) zabio 50 ili više asova u jednom meču: Ivo Karlović
- niz zadržanih servis game-ova: Ivo Karlovic (129 game-ova 2009. između Queen's Club-a i Wimbledona)
- najveći postotak poena osvojen nakon prvog servisa: 83% Ivo Karlović, 82% Goran Ivanišević
- najveći postotak osvojenih servis game-ova: 91% Ivo Karlović
- najbrži drugi servis: 232km/h Ivo Karlović

Igra
- najviše pobjeda nakon spašavanja meč lopte: 16 Goran Ivanišević[5]
- najdulja 13. igra na ATP razini u singlu: 38 poena Goran Ivanišević 1993. na US Openu i 1997. u Queen's-u (rekord dijeli s Borgom, Tsongom i Federerom)
- najviše game-ova igrano na turniru: 317 na Wimbledonu 2001. Goran Ivanišević[5]
- najviše odigranih tie-breakova u karijeri: 800+ Ivo Karlović
- najviše odigranih tiebreakova na turniru: 11 Goran Ivanišević na Wimbledonu 1998. i Wimbledonu 2007. (rekord dijeli s J. Isner)[7]
- najviše pobjedničkih tiebreakova na turniru: 8 Goran Ivanišević na Wimbledonu 1998. (rekord dijeli s W. Arthurs, N. Đoković)[7]

Titule
- najdulje razdoblje između 2 naslova u Open eri; i pojedinačna i u paru te muškoj i ženskoj konkurenciji: 16 godina i 4 mjeseca Mirjana Lučić-Baroni
- najmlađa igračica koja je obranila WTA naslov: 16 godina 1 mjesec i 24 dana Mirjana Lučić-Baroni
- Mirjana Lučić-Baroni je prva igračica koja je osvojila i prvi pojedinačni naslov i prvi naslov u parovima na prvim turnirima na kojima je zaigrala na WTA Tour-u.
- Marin Čilić je najniže rangirani igrač koji je osvojio turnir ATP razine (777. na ljestvici, 2024.)  [11]

Visina
- najviši igrač u TOP 50 i TOP 20: 211cm Ivo Karlović (14. mjesto na ljestvici)[5]
- najviši par na terenu u povijesti: 414cm Ivo Karlović (208cm) i John Isner (206cm) na AO 2009.
- najviši finale u pojedinačnoj konkurenciji: Ivo Karlović i Kevin Anderson u finalu Maharashtra Open-a 2019.

### Hrvatski rekordi
Olimpijske igre
nakon 2016.
- najviše nastupa: 4 Goran Ivanišević | 2 Sabrina Goleš, Iva Majoli
- najviše pobjeda: 
  - pojedinačno: 4 Goran Ivanišević, Ivan Ljubičić, Marin Čilić | 6 Sabrina Goleš
  - parovi: 7 Goran Ivanišević | 1 više igračica
  - mix: 0

Grand Slam
- najmlađa igračica koja je osvojila Grand Slam (pojedinačno, parovi): 15 godina 10 mjeseci i 21 dan Mirjana Lučić-Baroni
- najmlađi osvajač Grand Slama u pojedinačnoj konkurenciji: 26 godina Marin Čilić | 19 godina i 10 mjeseci Iva Majoli
- najstariji osvajač Grand Slama u pojedinačnoj konkurenciji: 29 godina i 9 mjeseci Goran Ivanišević | —
- najviše aseva na turniru: 213 Goran Ivanišević na Wimbledonu 2001.
- najviše aseva u meču: Wimbledon: 53 Ivo Karlović
- najviše game-ova odigrano u 5. setu: 44 Ivo Karlović na AO 2017.
- najviše pobjeda: nakon AO '20.

- pojedinačno: ukupno: 110 G. Ivanišević; 55 I. Majoli | AO: 26 M. Čilić; 9 I. Majoli | RG: 24 M. Čilić; 28 I. Majoli | W: 49 G. Ivanišević; 11 M. Lučić-Baroni | UO: 33 M. Čilić; 12 M. Lučić-Baroni
- parovi: ukupno: 70 I. Dodig; 30 M. Lučić-Baroni | AO: 17 I. Dodig; 15 M. Lučić-Baroni | RG: 20 I. Dodig; 6 M. Lučić-Baroni | W: 19 I. Dodig; 6 M. Lučić-Baroni | UO: 14 I. Dodig; 4 J. Kostanić-Tošić
- mix: ukupno: 39 I. Dodig; 5 M. Lučić-Baroni | AO: 9 I. Dodig; 1 D. Jurak | RG: 16 I. Dodig; | W: 9 I. Dodig; 5 M. Lučić-Baroni | UO: 8 M. Pavić 

- niz pobjeda:  nakon UO '18.
  - pojedinačno: 10 Marin Čilić | 11 Iva Majoli
  - parovi: 10 Mate Pavić[12] | 6 Mirjana Lučić-Baroni
  - parovi ukupno: 19 (10+9mix) Mate Pavić[12] | 11 (6+5mix) Mirjana Lučić-Baroni
- Ana Konjuh je prva hrvatska tenisačica koja je ušla na jednom GS-u u istoj godini u drugi tjedan u sve tri konkurencije (Wimbledon 2017.); prije nje je još samo Mirjana Lučić-Baroni uspjela ući u drugi tjedan u sve tri konkurencije, također u Wimbledonu, ali kroz period karijere.

Završni turnir
Masters Cup
nakon 2018.
- nastupi: 
  - pojedinačno: 5 Goran Ivanišević | 1 Iva Majoli
  - parovi: 6 Ivan Dodig | 0
- najviše pobjeda: 
  - pojedinačno: 13 Goran Ivanišević | 1 Iva Majoli
  - parovi: 10 Ivan Dodig | 0

Grand Slam Cup
- samo pojedinačna konkurencija
- nastupi: 6 Goran Ivanišević | 0
- najviše pobjeda: 11 Goran Ivanišević

Pobjede
nakon 2018.
- najviše ATP/WTA pojedinačnih pobjeda (ATP ne uključuje statistiku Challenger Tour-a): 599 Goran Ivanišević | 411 WTA/ITF Pro Ana Vrljić; 302 WTA Iva Majoli
- najviše ATP/WTA pobjeda u parovima (bez mixa): 264 Ivan Dodig | 423 WTA/ITF Pro Darija Jurak; 125 WTA Darija Jurak
- najviše pobjeda u mix parovima: 24 Ivan Dodig | 5 Mirjana Lučić-Baroni
- najviše ATP/WTA pojedinačnih pobjeda na betonu: 294 Marin Čilić | n/a
- najviše ATP/WTA pojedinačnih pobjeda na zemlji: 141 Goran Ivanišević | n/a
- najviše ATP/WTA pojedinačnih pobjeda na travi: 73 Ivo Karlović | n/a
- najviše ATP/WTA pojedinačnih pobjeda na tepihu: 175 Goran Ivanišević | n/a
- najviše ATP/WTA pojedinačnih pobjeda u zatvorenom: 226 Goran Ivanišević | n/a
- niz ATP/WTA pobjeda:
  - pojedinačno: n/a | n/a
  - parovi: 24 Mate Pavić[13] | n/a
  - parovi ukupno: 24 + 5 mix Mate Pavić[13] | n/a
- najviše pobjeda protiv 1. tenisača svijeta: 5 Goran Ivanišević | 1 Iva Majoli
- najviše pobjeda protiv Top 10 rangiranih tenisača: 60 Goran Ivanišević | 10 Mirjana Lučić-Baroni
- najviše pobjeda u mečevima na 5 setova: 29 Marin Čilić
- najviše tie-break pobjeda u karijeri: 400+ Ivo Karlović

Titule
nakon 2018.
- najviše ATP/WTA naslova (pojedinačno + parovi oba tipa): 31 Goran Ivanišević | 9 Iva Majoli
- najviše ATP/WTA pojedinačnih naslova: 22 Goran Ivanišević | 8 Iva Majoli

- najviše ATP Challenger/WTA125 pojedinačnih naslova: 7 Ivo Karlović ? | 1 Petra Martić
- najviše ITF (Futures) pojedinačnih naslova: 24 Kristijan Mesaroš | 11 Jelena Pandžić

- najviše ATP/WTA pojedinačnih titula na hardu: 14 M. Čilić | 1 nekoliko, zemlji: 7 Ž. Franulović | 3 I. Majoli, travi: 2 G. Ivanišević, M. Ančić, M. Čilić | 1 A. Konjuh, tepihu: 14 G. Ivanišević | 4 I. Majoli
- najviše ATP/WTA pojedinačnih titula u jednoj kalendarskoj godini: 5 Goran Ivanišević | 3 Iva Majoli

- najviše ATP/WTA naslova u parovima oba tipa: 15 Mate Pavić | 9 Darija Jurak

- najviše ATP Challenger/WTA125 naslova u parovima: 30 Lovro Zovko | 1 Petra Martić
- najviše ITF (Futures) naslova u parovima: 26 Ivan Sabanov, Matej Sabanov | 39 Darija Jurak

- najviše ATP/WTA naslova u parovima: 13 Mate Pavić | 9 Darija Jurak
- najviše naslova u mix parovima: 2 Mate Pavić | 0
- najviše ATP/WTA titula u parovima oba tipa na hardu: 10 M. Pavić | 7 D. Jurak, zemlji: 4 M. Pavić, I. Dodig | 3 J. Kostanić-Tošić, travi: 1 nekoliko | 2 D. Jurak, tepihu: 4 G. Ivanišević | 2 M. Lučić-Baroni
- najviše ATP/WTA titula u paru na hardu: 8 I. Dodig, M. Pavić | 7 D. Jurak, zemlji: 4 M. Pavić | 3 J. Kostanić-Tošić, travi: 1 nekoliko | 2 D. Jurak, tepihu: 4 G. Ivanišević | 2 M. Lučić-Baroni
- najviše ATP/WTA titula u parovima oba tipa u jednoj kalendarskoj godini: 6 Mate Pavić | 3 Darija Jurak
- najviše ATP/WTA titula u parovima u jednoj kalendarskoj godini: 5 Mate Pavić | 3 Darija Jurak
- ATP/WTA titule u parovima oba tipa s najviše različitih partnera: 6 Goran Ivanišević, Mate Pavić | 7 Jelena Kostanić-Tošić, Darija Jurak

- najdulje razdoblje između 2 ATP naslova u pojedinačnoj konkurenciji: 5 godina i 1 mjesec Ivo Karlović
- najmlađi igrač koji je osvojio ATP/WTA naslov u pojedinačnoj konkurenciji: 18 godina i 10 mjeseci Goran Ivanišević | 15 godina i 1 mjesec Mirjana Lučić-Baroni
- najstariji igrač koji je osvojio ATP/WTA naslov u pojedinačnoj konkurenciji: 36 godina Ivo Karlović | 32 godine i 6 mjeseci Mirjana Lučić-Baroni

18 Pro 2018.
Ranking
- najviši plasman u singlu: 2. Goran Ivanišević | 4. Iva Majoli
- najviši plasman u parovima: 
  - pojedinačno: 1. Mate Pavić | 19. Mirjana Lučić-Baroni
  - dio para: 1. Ivan Dodig, Mate Pavić | n/a
- najmlađi igrač u pojedinačnih TOP 100: 18 godina Goran Ivanišević | 15 godina Mirjana Lučić-Baroni
- najmlađi igrač u pojedinačnih TOP 10: 21 godina Goran Ivanišević | 19 godina Iva Majoli
- najviše rangirani igrač u singlu bez pojedinačne ATP/WTA titule: 46. Bruno Orešar ? | 17. Karolina Šprem

Servis
- najviše aseva na zemlji: 2 000+ Ivo Karlović
- najviše aseva na turniru: 213 Goran Ivanišević na Wimbledonu 2001.
- najviše aseva u meču na travi: 61 Ivo Karlović
- najviše aseva u 5 setova: 78 Ivo Karlović
- najviše aseva u 4 seta: 46 Ivo Karlović
- najviše aseva u 2 seta: 32 Ivo Karlović, 31 Goran Ivanišević
- najbolji postotak spašenih break lopti (u karijeri): 70% Ivo Karlović[14]
- najbrži (prvi) servis: 251 km/h Ivo Karlović
- najviši prosjek aseva u godini: 22.9 Ivo Karlović 2015; 21.1 Ivo Karlović, 2004.

Ostalo
- najviše odigranih mečeva na 5 setova: 44 Marin Čilić
- najviši igrač u TOP 200 i TOP 100: 211cm Ivo Karlović

## International Tennis Hall of Fame
- Goran Ivanišević

## Reprezentativna natjecanja

### Olimpijske igre
nakon 2024.
Na prvim Olimpijskim igrama (1992.) Goran Ivanišević osvojio je brončanu medalju u pojedinačnoj konkurenciji te u konkurenciji parova s Goranom Prpićem također brončanu medalju. Najuspješniji nastup bio je 2020. kada je u muškim parovima bilo svehrvatsko finale. To se na Olimpijskim igrama prethodni puta u muškim parovima dogodilo 1908., a u ženskim 1924.
Na Olimpijskim igrama 1984. u Los Angelesu tenis je bio demonstracijski sport. Sabrina Goleš osvojila je srebrnu medalju u pojedinačnoj konkurenciji, izgubivši u finalu od Steffi Graf.
| odličja | pojedinačno | pojedinačno | Parovi | Parovi | Parovi | ukupno |
| ------- | ----------- | ----------- | ------ | ------ | ------ | ------ |
| odličja | M           | Ž           | M      | Ž      | MIX    | ukupno |
| Zlato   | 0           | 0           | 1      | /      | /      | 1      |
| Srebro  | 0           | 1 (+1*)     | 1      | /      | /      | 2      |
| Bronca  | 1           | 0           | 2      | /      | /      | 3      |

| pojedinačno | pojedinačno      | pojedinačno | pojedinačno | pojedinačno | pojedinačno |
| #           | tenisač(ica)     | zlato       | srebro      | bronca      | ukupno      |
| ----------- | ---------------- | ----------- | ----------- | ----------- | ----------- |
| 1           | Donna Vekić      | 0           | 1           | 0           | 1           |
| 2           | Goran Ivanišević | 0           | 0           | 1           | 1           |
| #           | Sabrina Goleš    | 0           | 1           | 0           | 1           |

| parovi | parovi                        | parovi | parovi | parovi | parovi |
| #      | tenisač                       | zlato  | srebro | bronca | ukupno |
| ------ | ----------------------------- | ------ | ------ | ------ | ------ |
| 1      | Nikola Mektić, Mate Pavić     | 1      | 0      | 0      | 1      |
| 2      | Marin Čilić, Ivan Dodig       | 0      | 1      | 0      | 1      |
| 3      | Mario Ančić, Ivan Ljubičić    | 0      | 0      | 1      | 1      |
| 3      | Goran Ivanišević, Goran Prpić | 0      | 0      | 1      | 1      |

### Davisov kup
Hrvatska teniska reprezentacija
Kada je osvojen prvi Davisov kup Hrvatska je postala tek 12. reprezentacija u stogodišnjoj povijesti natjecanja koja je osvojila to natjecanje. Prva nepostavljena reprezentacija koja je osvojila naslov.
| naslov | ekipa | izbornik      |
| ------ | --- | ------------- |
| naslov | samo igrači koji su odigrali barem 1 živi meč (ukupan omjer pobjeda i poraza; parovi)                                                             | izbornik      |
| 2005.  | Mario Ančić (6:4; 4:0), Ivan Ljubičić (11:1; 4:0)                                                                                                 | Nikola Pilić  |
| 2018.  | Marin Čilić (6:1; 1:0), Borna Ćorić (5:1; 0:0), Ivan Dodig (2:2; 2:2), Viktor Galović (0:1; 0:0), Nikola Mektić (1:0; 1:0), Mate Pavić (0:2; 0:2) | Željko Krajan |

### Fed kup
Hrvatska Fed Cup reprezentacija
Najbolji rezultat ostvaren je 1999. te ponovljen 2002. kada je reprezentacija ušla u četvrtfinale.

### Hopmanov kup
1996. godine reprezentacija je postala 7. u povijesti koja je osvojila to natjecanje.
Goran Prpić (6:2; par 4:0) sudjelovao je u osvajanju Hopmanovog kupa s Monikom Seleš 1991. za reprezentaciju Yugoslavije.
| naslov | ekipa                                                  | W-L |
| ------ | ------------------------------------------------------ | --- |
| naslov | (ukupan omjer pobjeda i poraza)                        | W-L |
| 1996.  | Goran Ivanišević (6:1), Iva Majoli (5:3); u paru (3:1) | 3:1 |

### Svjetsko momčadsko prvenstvo u tenisu
Službeni naziv natjecanja je World Team Cup. Natjecanje se ne održava od 2012.
2006. godine reprezentacija je postala 13. u povijesti koja je osvojila to natjecanje.
U ovome natjecanju bilježimo i finale 1995. kada je reprezentacija Hrvatske poražena od reprezentacije Švedske s 1:2.
Goran Ivanišević i Goran Prpić igrali su za reprezentaciju Yugoslavije sa Slobodanom Živojinovićem kada je Yugoslavija 1990. jedini put osvojila to natjecanje. 
| naslov | ekipa                                                                     | W-L |
| ------ | ------------------------------------------------------------------------- | --- |
| naslov | (ukupan omjer pobjeda i poraza; parovi)                                   | W-L |
| 2006.  | Mario Ančić (3:1; 1:0), Ivo Karlović (4:1; 3:1), Ivan Ljubičić (5:2; 2:1) | 4:0 |

### Mediteranske igre
nakon izdanja 2013
| pojedinačno | pojedinačno                               | pojedinačno | pojedinačno | pojedinačno | pojedinačno |
| #           | tenisač                                   | zlato       | srebro      | bronca      | ukupno      |
| ----------- | ----------------------------------------- | ----------- | ----------- | ----------- | ----------- |
| 1           | Maja Murić, Renata Šašak                  | 1           | 0           | 0           | 1           |
| 2           | Boro Jovanović, Matea Mezak, Nikola Pilić | 0           | 0           | 1           | 1           |

| parovi | parovi                                                                 | parovi | parovi | parovi | parovi |
| #      | tenisač                                                                | zlato  | srebro | bronca | ukupno |
| ------ | ---------------------------------------------------------------------- | ------ | ------ | ------ | ------ |
| 1      | Boro Jovanović, Maja Murić, Nikola Pilić, Renata Šašak, Silvija Talaja | 1      | 0      | 0      | 1      |
| 2      | Matea Mezak, Ana Vrljić                                                | 0      | 1      | 0      | 1      |

## Mlađe kategorije
kraj 2017.

### Next Gen ATP Finals
Završni turnir za igrače do 21. godine; od 2017.
Pobjednici
Sudionici
Borna Ćorić

### Broj jedan na svjetskoj juniorskoj ljestvici
M: Mario Ančić, Marin Čilić, Borna Ćorić, Bruno Orešar

Ž: Ana Konjuh, Petra Marčinko

### Pobjednici na Grand Slamovima i Junior Mastersu
nakon USO 2023.
|   | AO | AO  | RG | RG | W | W | USO | USO | ITF JM |
| - | -- | --- | -- | -- | - | - | --- | --- | ------ |
| S | D  | S   | D  | S  | D | S | D   | S   |        |
| M |    |     | 2  | 3  | 1 | 1 | 1   |     |        |
| Ž | 4  | 3+1 |    |    |   | 1 | 2   | 0+1 |        |

finali na sva 4 GS-a u konkurenciji (pojedinačno, par)
finali na sva 4 GS-a: kombinacija konkurencija
italic - igrači(ce) hrvatskog porijekla
GS Pojedinačno (6)
M: Marin Čilić, Borna Ćorić, Mili Poljičak, Dino Prižmić

Ž: Ana Konjuh (2), Jelena Kostanić-Tošić, Mirjana Lučić-Baroni (2), Petra Marčinko
GS Parovi (7+1)
M: Marin Draganja, Dino Marcan, Mate Pavić, Mili Poljičak

Ž: Marina Eraković (2), Ana Konjuh, Jelena Kostanić-Tošić, Mirjana Lučić-Baroni, Ajla Tomljanović
ITF Junior Masters
Završni turnir za igrače do 18. godine; od 2015.
>Pobjednici
>Sudionici
još se nitko nije kvalificirao

### Pobjednici Orange Bowla
Najprestižniji turnir za mlade (do 18. godina) tenisače nakon Grand Slam-ova
Borna Devald, Ana Konjuh, Petra Marčinko (2), Matea Mezak, Bruno Orešar (3), Jelena Pandžić

### Reprezentativna natjecanja

#### Juniorski Davisov kup & Fed kup
za dječake i djevojčice do 16. godine
Davisov kup
Finala 1998. i 1999.
Fed kup

#### ITF World Junior Tennis
za dječake i djevojčice do 14. godine

## Ostalo
Par Ančić / Ljubičić na putu prema osvajanju Davisovog kupa 2005. u susretu protiv SAD-a nanio je prvi poraz u Davisovom kupu braći Bryan, najuspješnijem i vjerojatno najboljem teniskom paru u povijesti. Godinu dana kasnije na putu prema osvajanju Svjetskog momčadskog prvenstva par Karlović / Ljubičić pobijedio je braću Bryan u pobjedi protiv SAD-a u skupini. 
Goran Ivanišević i Marin Čilić igrali su svaki svoj finale Grand Slama u ponedjeljak po hrvatskom vremenu i pobijedili.
Nikola Pilić je prvi izbornik koji je uspio osvojiti Davisov kup s tri različite reprezentacije (Njemačka, Hrvatska i Srbija).
Slika Dragutina Mitića nalazi se na kolumbijskoj poštanskoj marci iz 1963.
U svibnju 1927. u susretu Kraljevine Srba, Hrvata i Slovenaca protiv Finske Franjo Šefer ostvario je prvu pobjedu jednog hrvatskog tenisača u Davisovu kupu.
Nikola Mektić i Wesley Koolhof 2020. su postali prvi par u povijesti koji je svoju prvu zajedničku titulu osvojio na ATP Finalsima.
Hrvatski finali na GS, ZT, OI
GS: RG 2018. mix parovi, RG 2019. mix parovi, USO 2020. M parovi
OI: 2020. M parovi

### Popis međunarodnih turnira u Hrvatskoj
| Kazalo J - juniorski turnir V - veteranski turnir ██ ciklusi/serije turnira \| ITF (M) \| Muški seniorski teniski ITF turniri u Hrvatskoj \| više \| \| igra se \| popis muških seniorskih turnira ITF razine s pobjednicima po godinama; \| \| \| ITF (Ž) \| Ženski seniorski teniski ITF turniri u Hrvatskoj \| više \| \| igra se \| popis ženskih seniorskih turnira ITF razine s pobjednicama po godinama; \| \| \| \| \| \| \| \| \| \| \| do 12_TE \| Adriatic Cup \| Stobreč \| . \| igra se \| \| \| \| ITF (Ž) \| Biseri Dalmacije \| više \| 1996. \| igra se \| ITF Women's Circuit; „Pearls of Dalmatia“; ciklus teniskih turnira; gradovi domaćini bili su: Bol (Bol Ladies Open), Cavtat, Dubrovnik, Hvar (Sunčani Hvar Open), Makarska, Split, Šibenik (Solaris Šibenik Open), Tučepi (Bluesun Tučepi Open), Zaton kraj Nina; turniri malog nagradnog fonda - tenisačica s najviše osvojenih bodova na ciklusu turnira kao glavnu nagradu dobiva bisernu ogrlicu; utemeljitelj ciklusa je Zlatko Foglar; \| [20][21] \| \| ITF (MiŽ) \| Bluesun Cro Circuit \| Bol \| 2014. \| igra se \| serija turnira: tijekom ukupno 10 tjedana održava se paralelno 10 muških i 10 ženskih ITF profesionalnih turnira; \| [22] \| \| \| Bljesak \| Nova Gradiška \| \| igra se \| \| \| \| WTA 125K \| Bol Ladies Open \| Bol \| 2016. 1995. 1991. \| 2021. \| WTA 125K serija, prije WTA Tier III, IV i V; izdanje 1995. nosilo je naziv Zagreb Open; organizatori turnira preselili su ga iz Bola u Makarsku 2022.; \| \| \| do 12_TE \| Croatia Cup \| Čakovec \| prije 2000. \| igra se \| prvi hrvatski turnir tog uzrasta koji je uvršten u europski kalendar; \| \| \| ATP \| Croatian Indoors (Split) (en.) \| Split \| 1998. \| 1998. \| 1998. Croatian Indoors (kasnije preimenovan u Zagreb Indoors) je iz ZG premješten u ST; \| [23][24] \| \| ATP \| Croatia Open Umag \| Umag \| 1990. \| igra se \| ATP 250 serija; \| \| \| \| Croatia Tennis Pro Tournaments \| više \| 2021. \| igra se \| serija profesionalnih teniskih turnira, 2021. činili su ju turniri: Istarska rivijera, Zadar Open, Šibenik Open (3 turnira), Zagreb Ladies Open, Zagreb Open; Petrčani, Split, Osijek, Dubrovnik, Bol \| [25][26] \| \| \| ChroSavica Cup \| Zagreb \| 1992. \| igra se \| \| [27] \| \| \| Doubler Cup \| Opatija \| 1970. \| 1972. \| i 1971.; svjetska prvenstva seniora; \| [28] \| \| ATP Ch. \| Dubrovnik Challenger (en.) \| Dubrovnik \| 2004. \| 2004. \| \| \| \| ITF (Ž) \| Dubrovnik & riviera ?? \| više \| oko 2004. \| ?? \| serija turnira; Cavtat Open, Dubrovnik Open i Babin Kuk Cup/Babin Kuk Open; \| [29] \| \| do 12 \| Grillov memorijal \| Zagreb \| . \| igra se \| najstariji i najprestižniji hrvatski turnir za dječake i djevojčice do 12 godina iz kalendara HTS-a; \| [30] \| \| \| Grude Open Fest / teniski GRUDE-fest i Grude Open \| Grude \| 2005. \| igra se \| \| [31][32][33] \| \| ITF (M) \| Istarska rivijera \| više \| 1972. \| igra se \| ITF Futures serija; 3 ili 4 grada domaćina po izdanju - izmjenjuju se Ičići, Novigrad, Opatija, Poreč, Portorož, Pula, Rabac, Rovinj, Umag, Vrsar; najstariji međunarodni teniski turnir u Hrvatskoj; održavan zajedno sa ženskim turnirom; \| [34] \| \| ITF (Ž) \| Istarska rivijera \| više \| 1973. \| 1981. \| održavan zajedno s muškim turnirom; \| [34] \| \| J_TE \| Istraturist Cup \| više \| barem 2013. \| ?? \| Umag, Vrsar; \| \| \| V_ITF \| ITF GMP Cup \| Umag \| 2008. \| igra se \| čini se da su se prva dva izdanja održala u Poreču; \| [35][36][37] \| \| V_ITF \| ITF Internacionalni turnir veterana Opatija \| Opatija \| 1965. \| igra se \| jedan od najdugovječnijih veteranskih teniskih turnira u svijetu; \| [38][39] \| \| (Ž) \| Jadranska rivijera \| više \| \| NE igra se \| prvi međunarodni teniski turnir za žene; organizirao Jerolim Uroda; \| [40] \| \| J_ITF \| Junior Zagreb Cup \| Zagreb \| 2008. \| igra se \| ITF World Tennis Tour Juniors; \| \| \| J_ITF \| Kvarner Junior Open \| Rijeka \| 2010. \| igra se \| \| \| \| J_ITF \| Lošinj Junior Cup \| Veli Lošinj \| 2002. \| igra se \| ITF World Tennis Tour Juniors; \| \| \| ATP Ch. \| Lošinj Open (en.) \| Veli Lošinj \| 2021. \| igra se \| \| \| \| \| Lošinjska rivijera \| više \| 1994. \| NE igra se \| \| \| \| do 14_TE \| Maistra cup \| Vrsar \| 1988. \| igra se \| \| [41] \| \| WTA \| Makarska International Championship (en.) \| Makarska \| 1998. \| 1998. \| WTA Tier IV serija; \| \| \| WTA 125K \| Makarska Open \| Makarska \| 2022. \| igra se \| nasljednik Croatia Bol Open turnira - organizatori WTA 125K turnira preselili su ga iz Bola u Makarsku; \| [42] \| \| \| 1. Međunarodno prvenstvo za seniore i veterane \| Opatija \| 1964. \| 1964. \| \| [43] \| \| do 16_TE \| Marin Šuica Junior Open \| Čakovec \| 1999. \| igra se \| \| [44] \| \| V \| Memorijal Luka Karković \| Rijeka \| barem 2013. \| igra se \| \| \| \| J_TE \| Memorijal Slavoj Greblo \| Vrsar \| 1985. \| igra se \| \| \| \| V \| Memorijal Vjekoslava Borasa \| Osijek \| 2013. \| igra se \| \| [45] \| \| \| Memorijalni teniski turnir u čast poginulim hrvatskim braniteljima, prije Memorijal Bruno Majoli \| Karlovac \| 1994. \| igra se \| \| [46] \| \| \| Mikićev memorijal \| Varaždin \| 1985. \| igra se \| \| [47] \| \| do 14_TE \| Mladost Grill Open \| Zagreb \| 1981. \| igra se \| \| [48] \| \| do 18 \| Mladost Open \| Zagreb \| . \| igra se \| \| \| \| \| Murtersko lito \| Murter \| 1992. \| igra se \| \| [49] \| \| \| Oluja \| više \| 1996. \| igra se \| Biograd, Pakoštane, Sveti Filip i Jakov; \| [50][51] \| \| J_ITF \| Perin memorijal \| više \| 1985. \| igra se \| ITF World Tennis Tour Juniors; grade 1 turnir; gradovi domaćini se izmjenjuju: Umag, Vrsar; \| \| \| \| Punčec Open \| Čakovec \| 1999. \| igra se \| \| [52] \| \| \| Rab Open / OP RAB-a \| Rab \| 1999. \| igra se \| \| [53] \| \| ATP Ch. \| Rijeka Open (tenis) (en.) \| Rijeka \| 2007. \| 2011. \| ATP Challenger Tour; \| \| \| V \| Rukavac Open \| Matulji \| 1996. \| igra se \| \| [54] \| \| do 10 \| Smrikva Bowl \| Pula, Štinjan \| 1996. \| igra se \| \| [55][56] \| \| ATP Ch. \| Split Open \| Split \| 2020. 1997. \| igra se \| ATP Challenger Tour; \| \| \| \| Sun Adria Cup \| Rab \| 1999. \| igra se \| \| \| \| ITF (MiŽ) \| Šibenik Open \| Šibenik \| \| igra se \| \| \| \| \| Veterani i prijatelji \| više \| 1996. \| igra se \| Velika Gorica, Zagreb; \| [57][58] \| \| ATP Ch. \| Zadar Open (en.) \| Zadar \| 2021. \| igra se \| \| \| \| ATP \| Zagreb Indoors [Croatian Indoors] \| Zagreb \| 2006. 1996. \| 2014. \| ATP 250 serija; \| \| \| ITF (Ž) \| Zagreb Ladies Open (en.) \| Zagreb \| 2018. 2005. \| igra se \| ITF Women's Circuit; nije se igrao od 2012. do 2017.; \| \| \| ATP Ch. \| Zagreb Open (tenis) (en.) \| Zagreb \| 2021. 1996. \| igra se \| ATP Challenger Tour; održavan zajedno sa ženskim turnirom; \| \| \| ITF (Ž) \| Zagreb Open (tenis) (en.) \| Zagreb \| 2007. \| 2011. \| ITF Women's Circuit; održavan zajedno s muškim turnirom; turnir Bol Ladies Opena 1995. nosio je naziv Zagreb Open; \| \| \| \| Zagreb Open Series \| Zagreb \| \| igra se \| čine ju turniri Zagreb Open (ATP Challenger) i Zagreb Ladies Open (ITF); dio je Croatian Tennis Pro Tournaments serije; \| [59] \| \| ITF (M) \| \| Dubrovnik \| \| ?? \| \| \| \| ITF (Ž) \| \| Dubrovnik \| \| ?? \| \| \| Svjetska veteranska prvenstva u Hrvatskoj (nepotpuno) - 2021., Umag - 2012., Umag |                                                                                                  |               |                   |                | |                      |
| ATP i WTA seniorski turniri i ITF ciklusi seniorskih turnira; ostali turniri (ITF veteranski, seniorski i juniorski, TE turniri, ...) barem 15 izdanja |                                                                                                  |               |                   |                | |                      |
| Rang | Naziv turnira                                                                                    | Lokacija      | 1. izdanje        | Zadnje izdanje | Bilješke | Ref                  |
| ITF (M) | Muški seniorski teniski ITF turniri u Hrvatskoj                                                  | više          |                   | igra se        | popis muških seniorskih turnira ITF razine s pobjednicima po godinama; |                      |
| ITF (Ž) | Ženski seniorski teniski ITF turniri u Hrvatskoj                                                 | više          |                   | igra se        | popis ženskih seniorskih turnira ITF razine s pobjednicama po godinama; |                      |
| |                                                                                                  |               |                   |                | |                      |
| do 12_TE | Adriatic Cup                                                                                     | Stobreč       | .                 | igra se        | |                      |
| ITF (Ž) | Biseri Dalmacije                                                                                 | više          | 1996.             | igra se        | ITF Women's Circuit; „Pearls of Dalmatia“; ciklus teniskih turnira; gradovi domaćini bili su: Bol (Bol Ladies Open), Cavtat, Dubrovnik, Hvar (Sunčani Hvar Open), Makarska, Split, Šibenik (Solaris Šibenik Open), Tučepi (Bluesun Tučepi Open), Zaton kraj Nina; turniri malog nagradnog fonda - tenisačica s najviše osvojenih bodova na ciklusu turnira kao glavnu nagradu dobiva bisernu ogrlicu; utemeljitelj ciklusa je Zlatko Foglar; | [ 20 ] [ 21 ]        |
| ITF (MiŽ) | Bluesun Cro Circuit                                                                              | Bol           | 2014.             | igra se        | serija turnira: tijekom ukupno 10 tjedana održava se paralelno 10 muških i 10 ženskih ITF profesionalnih turnira; | [ 22 ]               |
| | Bljesak                                                                                          | Nova Gradiška |                   | igra se        | |                      |
| WTA 125K | Bol Ladies Open                                                                                  | Bol           | 2016. 1995. 1991. | 2021.          | WTA 125K serija, prije WTA Tier III, IV i V; izdanje 1995. nosilo je naziv Zagreb Open; organizatori turnira preselili su ga iz Bola u Makarsku 2022.; |                      |
| do 12_TE | Croatia Cup                                                                                      | Čakovec       | prije 2000.       | igra se        | prvi hrvatski turnir tog uzrasta koji je uvršten u europski kalendar; |                      |
| ATP | Croatian Indoors (Split) (en.)                                                                   | Split         | 1998.             | 1998.          | 1998. Croatian Indoors (kasnije preimenovan u Zagreb Indoors) je iz ZG premješten u ST; | [ 23 ] [ 24 ]        |
| ATP | Croatia Open Umag                                                                                | Umag          | 1990.             | igra se        | ATP 250 serija; |                      |
| | Croatia Tennis Pro Tournaments                                                                   | više          | 2021.             | igra se        | serija profesionalnih teniskih turnira, 2021. činili su ju turniri: Istarska rivijera, Zadar Open, Šibenik Open (3 turnira), Zagreb Ladies Open, Zagreb Open; Petrčani, Split, Osijek, Dubrovnik, Bol | [ 25 ] [ 26 ]        |
| | ChroSavica Cup                                                                                   | Zagreb        | 1992.             | igra se        | | [ 27 ]               |
| | Doubler Cup                                                                                      | Opatija       | 1970.             | 1972.          | i 1971.; svjetska prvenstva seniora; | [ 28 ]               |
| ATP Ch. | Dubrovnik Challenger (en.)                                                                       | Dubrovnik     | 2004.             | 2004.          | |                      |
| ITF (Ž) | Dubrovnik & riviera ??                                                                           | više          | oko 2004.         | ??             | serija turnira; Cavtat Open, Dubrovnik Open i Babin Kuk Cup/Babin Kuk Open; | [ 29 ]               |
| do 12 | Grillov memorijal                                                                                | Zagreb        | .                 | igra se        | najstariji i najprestižniji hrvatski turnir za dječake i djevojčice do 12 godina iz kalendara HTS-a; | [ 30 ]               |
| | Grude Open Fest / teniski GRUDE-fest i Grude Open                                                | Grude         | 2005.             | igra se        | | [ 31 ] [ 32 ] [ 33 ] |
| ITF (M) | Istarska rivijera                                                                                | više          | 1972.             | igra se        | ITF Futures serija; 3 ili 4 grada domaćina po izdanju - izmjenjuju se Ičići, Novigrad, Opatija, Poreč, Portorož, Pula, Rabac, Rovinj, Umag, Vrsar; najstariji međunarodni teniski turnir u Hrvatskoj; održavan zajedno sa ženskim turnirom; | [ 34 ]               |
| ITF (Ž) | Istarska rivijera                                                                                | više          | 1973.             | 1981.          | održavan zajedno s muškim turnirom; | [ 34 ]               |
| J_TE | Istraturist Cup                                                                                  | više          | barem 2013.       | ??             | Umag, Vrsar; |                      |
| V_ITF | ITF GMP Cup                                                                                      | Umag          | 2008.             | igra se        | čini se da su se prva dva izdanja održala u Poreču; | [ 35 ] [ 36 ] [ 37 ] |
| V_ITF | ITF Internacionalni turnir veterana Opatija                                                      | Opatija       | 1965.             | igra se        | jedan od najdugovječnijih veteranskih teniskih turnira u svijetu; | [ 38 ] [ 39 ]        |
| (Ž) | Jadranska rivijera                                                                               | više          |                   | NE igra se     | prvi međunarodni teniski turnir za žene; organizirao Jerolim Uroda; | [ 40 ]               |
| J_ITF | Junior Zagreb Cup                                                                                | Zagreb        | 2008.             | igra se        | ITF World Tennis Tour Juniors; |                      |
| J_ITF | Kvarner Junior Open                                                                              | Rijeka        | 2010.             | igra se        | |                      |
| J_ITF | Lošinj Junior Cup                                                                                | Veli Lošinj   | 2002.             | igra se        | ITF World Tennis Tour Juniors; |                      |
| ATP Ch. | Lošinj Open (en.)                                                                                | Veli Lošinj   | 2021.             | igra se        | |                      |
| | Lošinjska rivijera                                                                               | više          | 1994.             | NE igra se     | |                      |
| do 14_TE | Maistra cup                                                                                      | Vrsar         | 1988.             | igra se        | | [ 41 ]               |
| WTA | Makarska International Championship (en.)                                                        | Makarska      | 1998.             | 1998.          | WTA Tier IV serija; |                      |
| WTA 125K | Makarska Open                                                                                    | Makarska      | 2022.             | igra se        | nasljednik Croatia Bol Open turnira - organizatori WTA 125K turnira preselili su ga iz Bola u Makarsku; | [ 42 ]               |
| | 1. Međunarodno prvenstvo za seniore i veterane                                                   | Opatija       | 1964.             | 1964.          | | [ 43 ]               |
| do 16_TE | Marin Šuica Junior Open                                                                          | Čakovec       | 1999.             | igra se        | | [ 44 ]               |
| V | Memorijal Luka Karković                                                                          | Rijeka        | barem 2013.       | igra se        | |                      |
| J_TE | Memorijal Slavoj Greblo                                                                          | Vrsar         | 1985.             | igra se        | |                      |
| V | Memorijal Vjekoslava Borasa                                                                      | Osijek        | 2013.             | igra se        | | [ 45 ]               |
| | Memorijalni teniski turnir u čast poginulim hrvatskim braniteljima, prije Memorijal Bruno Majoli | Karlovac      | 1994.             | igra se        | | [ 46 ]               |
| | Mikićev memorijal                                                                                | Varaždin      | 1985.             | igra se        | | [ 47 ]               |
| do 14_TE | Mladost Grill Open                                                                               | Zagreb        | 1981.             | igra se        | | [ 48 ]               |
| do 18 | Mladost Open                                                                                     | Zagreb        | .                 | igra se        | |                      |
| | Murtersko lito                                                                                   | Murter        | 1992.             | igra se        | | [ 49 ]               |
| | Oluja                                                                                            | više          | 1996.             | igra se        | Biograd, Pakoštane, Sveti Filip i Jakov; | [ 50 ] [ 51 ]        |
| J_ITF | Perin memorijal                                                                                  | više          | 1985.             | igra se        | ITF World Tennis Tour Juniors; grade 1 turnir; gradovi domaćini se izmjenjuju: Umag, Vrsar; |                      |
| | Punčec Open                                                                                      | Čakovec       | 1999.             | igra se        | | [ 52 ]               |
| | Rab Open / OP RAB-a                                                                              | Rab           | 1999.             | igra se        | | [ 53 ]               |
| ATP Ch. | Rijeka Open (tenis) (en.)                                                                        | Rijeka        | 2007.             | 2011.          | ATP Challenger Tour; |                      |
| V | Rukavac Open                                                                                     | Matulji       | 1996.             | igra se        | | [ 54 ]               |
| do 10 | Smrikva Bowl                                                                                     | Pula, Štinjan | 1996.             | igra se        | | [ 55 ] [ 56 ]        |
| ATP Ch. | Split Open                                                                                       | Split         | 2020. 1997.       | igra se        | ATP Challenger Tour; |                      |
| | Sun Adria Cup                                                                                    | Rab           | 1999.             | igra se        | |                      |
| ITF (MiŽ) | Šibenik Open                                                                                     | Šibenik       |                   | igra se        | |                      |
| | Veterani i prijatelji                                                                            | više          | 1996.             | igra se        | Velika Gorica, Zagreb; | [ 57 ] [ 58 ]        |
| ATP Ch. | Zadar Open (en.)                                                                                 | Zadar         | 2021.             | igra se        | |                      |
| ATP | Zagreb Indoors [Croatian Indoors]                                                                | Zagreb        | 2006. 1996.       | 2014.          | ATP 250 serija; |                      |
| ITF (Ž) | Zagreb Ladies Open (en.)                                                                         | Zagreb        | 2018. 2005.       | igra se        | ITF Women's Circuit; nije se igrao od 2012. do 2017.; |                      |
| ATP Ch. | Zagreb Open (tenis) (en.)                                                                        | Zagreb        | 2021. 1996.       | igra se        | ATP Challenger Tour; održavan zajedno sa ženskim turnirom; |                      |
| ITF (Ž) | Zagreb Open (tenis) (en.)                                                                        | Zagreb        | 2007.             | 2011.          | ITF Women's Circuit; održavan zajedno s muškim turnirom; turnir Bol Ladies Opena 1995. nosio je naziv Zagreb Open; |                      |
| | Zagreb Open Series                                                                               | Zagreb        |                   | igra se        | čine ju turniri Zagreb Open (ATP Challenger) i Zagreb Ladies Open (ITF); dio je Croatian Tennis Pro Tournaments serije; | [ 59 ]               |
| ITF (M) |                                                                                                  | Dubrovnik     |                   | ??             | |                      |
| ITF (Ž) |                                                                                                  | Dubrovnik     |                   | ??             | |                      |

## Vanjske poveznice
- Web stranica saveza
- ATP/WTA ranking uživo
- UTR - Universal Tennis Rating
- ITF tenis na pijesku ranking  Arhivirana inačica izvorne stranice od 20. rujna 2019. (Wayback Machine)
- CoreTennis, rezultati turnira